# Sclerocactus nyensis
Sclerocactus nyensises una especie perteneciente a la familia Cactaceae. endémica de Nevada (Estados Unidos). Su hábitat son las zonas volcánicas del desierto de Mojave.

## Características
Es un cactus de cuerpo esférico o cilíndrico, en ocasiones algo elongado, mide entre 5 a 12 cm de alto por 4 a 8 de diámetro. De 12 a 15 costillas bien marcadas con tubérculos que pueden sobresalir de ellas. Tiene 10 o 14 espinas radiales de unos 8 a 12 mm, planas y rectas, de color blanco. Las espinas centrales, de 6 a 8, son rojas o marrón rojizas y ganchudas. Flores en forma de campana de 3 a 4 cm de largo por 2 a 2,5 cm de diámetro, de color rosa púrpura a magenta. Fruto en forma de barril, normalmente indehiscente con semillas negras. Florece en mayo.

## Distribución y hábitat
Sclerocactus nyensis se enc uentra en Nevada y se extiende sobre colinas  en altitudes 1550-1800 metros. Asociada   a menudo con Sclerocactus polyancistrus, Escobaria vivipara var. desertii, especies de Micropuntia  y Yucca brevifolia.

## Taxonomía
Sclerocactus nyensis fue descrita por Hochstätter y publicado en Succulenta (Netherlands) 71(6): 253–255, f. s.n. (p. 249 & 254). 1992.
Etimología
Sclerocactus: nombre genérico que deriva del griego y significa "cacto duro o cruel" y es una referencia a las espinas ganchudas que se adhieren firmemente a lo que tenga contacto con ellas.
nyensis: epíteto
Sinonimia
- Pediocactus nyensis[5]